# LCR Team

LCR Team-Logo

Das LCR Team ist ein Motorradsport-Team aus Monaco und Italien, gegründet von Lucio Cecchinello.
Es tritt in der Motorrad-Weltmeisterschaft in der MotoGP sowie im MotoE World Cup an. 1996 wurde das Team gegründet und trat zunächst in der 125-cm³-Klasse an, mit Cecchinello als Fahrer und Besitzer in einer Position, bis einschließlich 2000 und seit 2006 auf Honda, dazwischen auf Aprilia. Der Italiener blieb bis einschließlich 2003 als Fahrer aktiv. 2002 vergrößerte Cecchiello sein Team auf die 250-cm³-Klasse. 2004 zog sich LCR aus der kleinen, 2005 aus der mittleren Klasse zurück, um 2006 in die MotoGP einzusteigen.
Die aktuellen MotoGP-Piloten sind Johann Zarco und Somkiat Chantra; im MotoE World Cup treten Eric Granado und Mattia Casadei an.

## Statistik

### Team-WM-Ergebnisse

#### MotoGP
- 2006 – Achter
- 2007 – Neunter
- 2008 – Zehnter
- 2009 – Neunter
- 2010 – Siebter
- 2011 – Zehnter
- 2012 – Siebter
- 2013 – Sechster
- 2014 – Achter
- 2015 – Siebter
- 2016 – Achter
- 2017 – Neunter
- 2018 – Siebter
- 2019 – Siebter
- 2020 – Achter
- 2021 – Siebter
- 2022 – Zehnter
- 2023 – Zehnter
- 2024 – Zehnter

### Grand-Prix-Siege
| Saison | Klasse  | Rennen                                             |
| ------ | ------- | -------------------------------------------------- |
| 1998   | 125 cm³ | Malaysia Madrid                                    |
| 2001   | 125 cm³ | Katalonien                                         |
| 2002   | 125 cm³ | Spanien Frankreich Tschechien                      |
| 2003   | 250 cm³ | Katalonien Tschechien Valencia                     |
| 2003   | 125 cm³ | Spanien Italien Valencia                           |
| 2004   | 250 cm³ | Katalonien                                         |
| 2004   | 125 cm³ | Italien Deutschland                                |
| 2005   | 250 cm³ | Portugal China Volksrepublik Malaysia Katar Turkei |
| 2016   | MotoGP  | Tschechien Australien                              |
| 2018   | MotoGP  | Argentinien                                        |
| 2021   | MotoE   | Katalonien                                         |
| 2022   | MotoE   | Spanien Spanien Niederlande Osterreich Osterreich  |
| 2023   | MotoGP  | USA-Texas                                          |
| 2023   | MotoE   | Italien                                            |
| 2024   | MotoE   | Portugal Italien San Marino                        |
| 2025   | MotoGP  | Frankreich                                         |
| 2025   | MotoE   | Frankreich                                         |